# Barnwell, South Carolina
Barnwell är en stad i Barnwell County, South Carolina, USA. Vid folkräkningen år 2000 räknades befolkningen till 5 035 personer. Barnwell är administrativ huvudort (county seat) i Barnwell County. 